# Missaglia
Missaglia (lombardul: Massaja) település Olaszországban, Lombardia régióban, Lecco megyében. Lakosainak száma 8824 fő (2023. január 1.). Missaglia Casatenovo, Montevecchia, Osnago, Sirtori, Viganò, Lomagna, Monticello Brianza és La Valletta Brianza községekkel határos.

## Népesség
A település lakossága az elmúlt években az alábbi módon változott:
| Lakosok száma | 8664 | 8700 | 8824 |
|               | 2017 | 2018 | 2023 |